# Emir Preldžič
Emir Preldžič (nacido el 6 de septiembre de 1987 en Zenica, Yugoslavia, actualmente Bosnia) es un jugador de baloncesto con nacionalidades eslovena y turca, que pertenece a la plantilla del club bosnio Orlovik Žepče de la segunda división del país. Con 2,06 metros de estatura, juega en la posición de alero.

## Trayectoria deportiva

### Profesional
Da sus primeros pasos en su ciudad natal, en el KK Celik, donde debuta con 16 años. Tras una temporada se marcha a jugar al KK Triglav Kranj, y posteriormente, en 2005, al KD Slovan de la liga eslovena, donde en su última temporada promedia 11,3 puntos por partido.
En 2007 ficha por el Fenerbahçe de la liga turca. Allí ganaría dos títulos de Liga y otros dos de Copa, en 2010 y 2011, siendo elegido en la última edición copera como mejor jugador de la final, tras conseguir 35 puntos, 3 rebotes y 4 asistencias ante el Beşiktaş Cola Turka.
En 2011 amplió su contrato con el Fenerbahçe por tres temporadas más.

### NBA
Fue elegido en la quincuagésimo séptima posición del Draft de la NBA de 2009 por Phoenix Suns, quienes al día siguiente traspasaron sus derechos a Cleveland Cavaliers.
En 2010, en un acuerdo a tres bandas, sus derechos fueron traspasados a Washington Wizards, quienes también se hicieron con Al Thornton de Los Angeles Clippers y Žydrūnas Ilgauskas y una futura primera ronda del draft de los Cavs. Los Wizards enviaron a Antawn Jamison a Cleveland y a Drew Gooden a Los Ángeles mientras que los Clippers mandaban a Sebastian Telfair a Cleveland para completar el acuerdo.

## Selección nacional

### Eslovenia
Preldžić, tras adquirir la ciudadanía eslovena por ser un miembro de la comunidad bosníaca en Eslovenia, jugó el Torneo Preolímpico FIBA 2008 con la selección de baloncesto de Eslovenia.

### Turquía
En 2011 los medios bosnios especularon con la posibilidad de que Preldžić se una a la selección de baloncesto de Bosnia-Herzegovina. De todos modos, en julio de ese año, la Federación Turca de Baloncesto anunció que convocaría al jugador para integrar el plantel de la selección de baloncesto de Turquía que jugaría el Eurobasket 2011 en Lituania. En ese torneo promedió 10.8 puntos, 3.4 rebotes y 2.3 asistencias por partido. Posteriormente también actuaría representando a Turquía en el Eurobasket 2013 en Eslovenia, registrando marcas de 8.8 puntos, 3.8 rebotes y 3.8 asistencias por partido. 